# Obecní symboly v České republice
České obce, městské části, městské obvody a vojenské újezdy dle obecních symbolů
Většina obcí, vojenských újezdů a městských částí/obvodů statutárních měst v České republice má vlastní obecní symbol, tedy znak a vlajku (někdy jenom jeden z těchto symbolů). V databázi Registr komunálních symbolů má záznam 5748 obcí, vojenských újezdů a městských částí/obvodů z celkového počtu 6398, tedy asi 89,8 % (údaje z 11. července 2025). Obce, které vlastní obecní symbol nemají, jsou obvykle vesnice (např. Chrášťany v okrese Benešov).

## Proces schvalování vlajky

### Žádost o obecní symbol

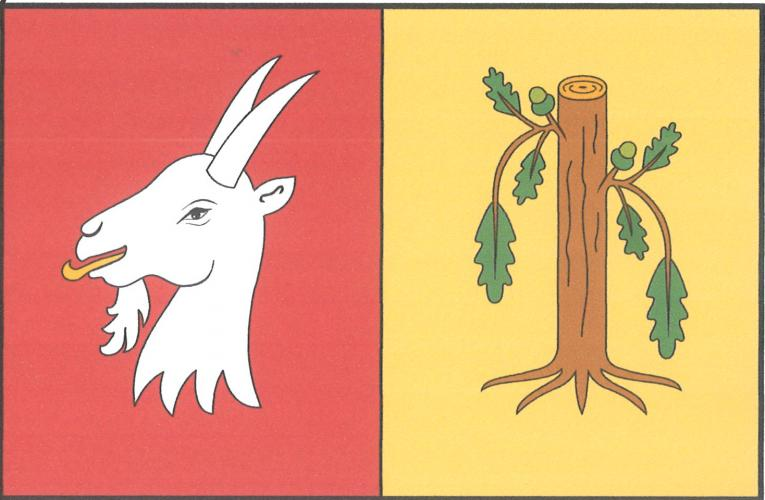
Vlajka obce Vyšehořovice (Středočeský kraj), udělená městu 10. září 2020

O udělení znaku či vlajky musí obec (či městská část/obvod statutárního města) požádat Výbor pro vědu, vzdělání, kulturu, mládež a tělovýchovu (VVVKMT), konkrétně Podvýbor pro heraldiku a vexilologii. Zpráva musí obsahovat: 
- průvodní dopis na hlavičkovém papíru - opatřen razítkem obce a podpisem pověřeného zastupitele
- kopii usnesení zastupitelstva, kterým schválilo předložené návrhy
- barevné vyobrazení návrhu ve formátu A4 s uvedením autora
- návrh slovního popisu předloženého návrhu
- odůvodnění použitých figur v návrhu.

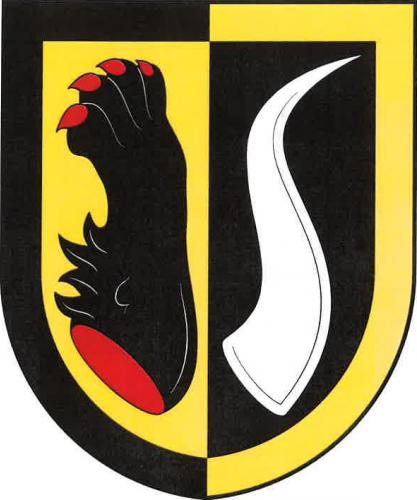
Znak obce Běšiny (Plzeňský kraj), udělený obci 6. června 2017

Pokud Podvýbor návrh schválí, začne s jeho oficiálním vypracováním. Vypracování následně projedná s VVVKMT, který jej může doporučit předsedovi Poslanecké sněmovny. Pokud s ním předseda souhlasí, udělí obci právo znak či vlajku užívat jako její symbol. Slavnostní předávání se dějí nepravidelně během roku a předseda během nich předá zástupcům obcí svá Rozhodnutí a dokumenty s popisy udělených symbolů.
Obecní symboly jsou zaznamenávány v Registru komunálních symbolů (REKOS).

### Popis symbolu
Každý symbol zapsaný v REKOS musí mít vlastní popis, podle kterého je možné jej graficky vytvořit. Např. obec Vyšehořovice (na obrázku) má popis své vlajky takovýto:
List tvoří dva svislé pruhy, červený a žlutý. V červeném bílá kozlí hlava s krkem a žlutým jazykem, ve žlutém hnědý vysoký vykořeněný dubový pařez se zelenými listy a žaludy. Poměr šířky k délce listu je 2 : 3.

### Expertní skupina
Podvýbor stanovuje tzv. Expertní skupinu, která je jeho poradním orgánem a jejímiž členy jsou heraldici a vexilologové.

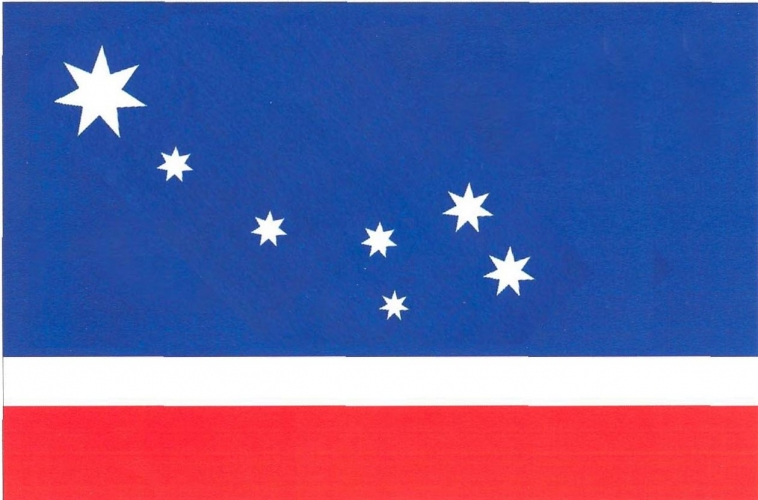
Vlajka městského obvodu Ústí nad Labem-Severní Terasa

## Symboly městských částí a obvodů

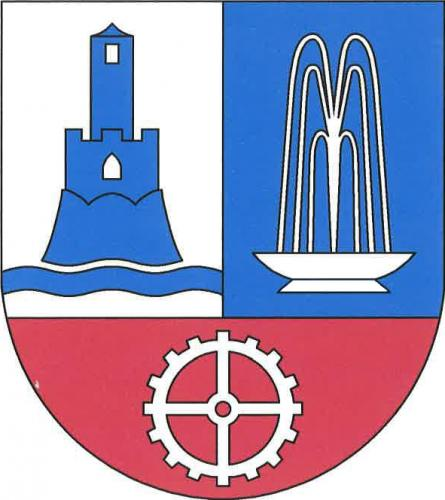
Znak městského obvodu Ústí nad Labem-Střekov

Praha a česká statutární města dle obecních symbolů
Na samosprávné městské části či obvody se v České republice dělí 8 měst. Všechna tato města jsou statutární (statutárních měst je v Česku 26), s výjimkou Prahy, která má však postavení obdobné statutárním městům.
| 57 městských částí Prahy 29 městských částí Brna 8 městských částí Opavy 23 městských obvodů Ostravy | 10 městských obvodů Plzně 8 městských obvodů Pardubic 4 městské obvody Ústí nad Labem 1 městský obvod Liberce. |

Některá statutární města mají kromě vlastních obecních symbolů i symboly všech či některých svých městských částí/obvodů. Jsou to:
- Praha – všech 57 městských částí
- Brno – všech 29 městských částí
- Ústí nad Labem – dva ze čtyř obvodů – Severní Terasa, Střekov

## Symboly statutárních měst
Zde jsou uvedeny symboly všech českých statutárních měst (26) a Prahy. Nejprve jsou uvedena ta města, která jsou zároveň krajská (12+1), poté je uveden zbytek (14). Pokud je symbol zaznamenán v REKOS, je jméno města vyvedeno tučně.

### Vlajky
- Praha
- Brno
- Ostrava
- Plzeň
- Liberec
- Olomouc
- České Budějovice
- Hradec Králové
- Ústí nad Labem
- Pardubice
- Zlín
- Jihlava
- Karlovy Vary

- Havířov
- Kladno
- Most
- Opava
- Frýdek-Místek
- Teplice
- Karviná
- Chomutov
- Děčín
- Mladá Boleslav
- Jablonec nad Nisou
- Prostějov
- Přerov
- Třinec

### Znaky
- Praha
- Brno
- Ostrava
- Plzeň
- Liberec
- Olomouc
- České Budějovice
- Hradec Králové
- Ústí nad Labem
- Pardubice
- Zlín
- Jihlava
- Karlovy Vary

- Havířov
- Kladno
- Most
- Opava
- Frýdek-Místek
- Teplice
- Karviná
- Chomutov
- Děčín
- Mladá Boleslav
- Jablonec nad Nisou
- Prostějov
- Přerov
- Třinec

## Vojenské újezdy
V ČR se nacházejí celkem čtyři vojenské újezdy, přičemž tři z nich mají vlastní vlajku i znak. Újezdem, jež vlastní vlajku ani znak v systému REKOS nemá, je vojenský újezd Libavá.

### Vlajky
- Boletice
- Březina
- Hradiště

### Znaky
- Boletice
- Březina
- Hradiště